# Pterospermum heterophyllum
Pterospermum heterophyllum là một loài thực vật có hoa trong họ Cẩm quỳ. Loài này được Hance miêu tả khoa học đầu tiên năm 1868.